# Eilean Garbh, Sound of Raasay
Eilean Garbh är en obebodd ö i Highland, Skottland. Ön är belägen 18 km från Portree.